# Аварія на об'єктах ЖКГ в Алчевську взимку 2006
22 січня 2006 року системи опалення в місті Алчевськ Луганської області України практично повністю заморозилися. Внаслідок помилки комунальних служб, незважаючи на морози та припинення опалення, воду з труб не злили, через що замерзла вода їх розірвала. Як наслідок опалювальне обладнання в більшості алчевських будинків було заморожено і порепалося. Близько 60 тисяч мешканців міста опалювали своє житло тільки індивідуальними електричними обігрівачами. Кілька днів по тому каналізаційні системи також замерзли через відсутність теплої водопровідної води.
В місті була оголошена надзвичайна ситуація державного рівня. Український уряд прийняв масові заходи щодо захисту алчевців від надзвичайної ситуації. Інженерні команди з інших регіонів країни поступово відновили опалювальні прилади в кожній квартирі потерпілих. Однак станом на 11 лютого десятки будинків все ще не опалювалися. Сотні дітей разом зі своїми вчителями були евакуйовані на курорти і готелі в тепліші регіони України. За словами тодішнього голови ОДА Луганської області Геннадія Москаля, ця аварія стала найгіршою антропогенною катастрофою в історії незалежної України.